# Virginia Dare Aderholdt
Virginia Dare Aderholdt, née le 24 juillet 1910 et morte le 16 juillet 1997, est une enseignante américaine qui a travaillé au décryptage et à la traduction pour le Signal Intelligence Service pendant la Seconde Guerre mondiale. Elle décrypte, le 14 août 1945, le message de reddition du Japon intercepté par les Américains.

## Biographie
Virginia Dare Aderholdt naît le 24 juillet 1910 à Shenandoah (Virginie). Elle est l'aînée des six enfants d'Oscar Wrey Aderholdt, un pasteur luthérien, et de Genolia Ethel Powlas. Elle étudie dans de nombreuses institutions en commençant par la Wyandotte High School, puis le Mitchell Community College, l'université Lenoir–Rhyne, Bethany College (Virginie-Occidentale) et au Teachers College de l'université Columbia.
Virginia Dare Aderholdt étudie également au Biblical Seminary de New York. Elle passe quatre ans à Tokyo, à la Tokyo School of Japanese Language and Culture. Institutrice, elle travaille à l'école d'État pour aveugles du Kansas.
Elle est la seule missionnaire musicienne envoyée au Japon par l'Église luthérienne américaine. Elle travaille pendant dix ans au Japon comme professeure de musique à l'école Shokei pour filles à Kumamoto (Japon).
Elle meurt d'un cancer du pancréas, 16 juillet 1997, à Charlotte.

## Cryptographie
Pendant le Seconde Guerre mondiale, Virginia Dare Aderholdt est rapatriée du Japon en 1942 pour travailler pour l'US Army Signal Intelligence Service au décryptage et à la traduction de messages en japonais. Elle est responsable d'une des unités spécialisées dans l'ancien code diplomatique JAH.
À midi, le 14 août 1945, le bureau reçoit un message intercepté en JAH de Tokyo à l'ambassade japonaise à Berne, en Suisse, annonçant la reddition du Japon. À 19 h, le président Harry Truman annonce la capitulation. La guerre est finie.

## Vie privée
Virginia Dare Aderholdt aura deux époux : Paul Wehrmeister McDole (1897–1969), professeur de musique, et Aksel Christian Larsen (1911–1978), un pasteur luthérien.